# Andorra kultúrája

## Nyelv
Az andorrai írás hagyománya  messzebbre nyúlik vissza, mint a 20. század: Antoni Fiter i Rossell ordinoi plébánostól, aki 1748-ban írta földjeiről a Digest manual de las valls neutras de Andorra elnevezésű történelemkönyvet, amely Andorra feudális történelmi és jogi helyzetét ismertette.

## Zene
Andorrának van egy saját kamarezenekara Gérard Claret hegedűművész vezetéséve és nemzetközi énekversenyt is rendez Montserrat Caballé spanyol énekesnő támogatásával. 2004- ben Andorra először vett részt az Eurovíziós dalfesztiválon. Ez felkeltette a média figyelmét Katalóniából, mivel ez volt az első  dal, amelyet katalánul énekeltek. A dal kiesett az elődöntőben, valamint a 2005-ös és a 2006-os bejegyzésszintén ugyanarra a sorsra jutott. 2009-ben az elődöntőben is kiesett.

## Tánc
Olyan tipikus táncok, mint  például a marratxa és a contrapàs különösen népszerűek az ünnepeken. Híres ünnepek között szerepel Szent György tisztelete, amikor könyveket és rózsákat ajándékoznak egymásnak; Megünneplik a Szent Iván éjt és Szent István ünnepét is, aki Andorra la Vella védőszentje. Az andorraiak általában örömmel és hangosan ünneplik ünnepeiket.

## Fordítás
Ez a szócikk részben vagy egészben  a   Culture of Andorra című angol Wikipédia-szócikk fordításán alapul.  Az eredeti cikk szerkesztőit annak laptörténete sorolja fel. Ez a jelzés csupán a megfogalmazás eredetét és a szerzői jogokat jelzi, nem szolgál a cikkben szereplő információk forrásmegjelöléseként.